# Joana de Sayn-Wittgenstein
Joana de Sayn-Wittgenstein (en alemany Johannetta von Sayn-Wittgenstein) va néixer a Frankfurt (Alemanya) el 27 d'abril de 1626 i va morir a Jena el 28 de setembre de 1701. Era una noble alemanya, filla del comte Ernest (1594-1632) i de Lluïsa Juliana d'Erbach (1603-1670).

## Matrimoni i fills
El 29 de maig de 1661 es va casar a Wallau amb el duc Joan Jordi I de Saxònia-Eisenach (1634-1686), fill de Guillem de Saxònia-Weimar (1598-1662) i de la princesa Elionor Dorotea d'Anhalt-Dessau (1602-1664). El matrimoni va tenir vuit fills:
- Elionor (1662-1696), casada primer amb Joan Frederic de Brandenburg-Ansbach (1654-1686), i després amb Joan Jordi IV de Saxònia.
- Frederic August (1663-1684).
- Joan Jordi II (1665-1698), casat amb Sofia Carlota de Saxònia-Eisenach (1671-1717).
- Joan Guillem (1666-1729), casat primer amb Amàlia de Nassau-Dietz, després amb Cristina Juliana de Baden-Durlach (1678-1707), posteriorment amb Magdalena Sibil·la de Saxònia-Weissenfels (1673-1726), i encara amb Maria Cristina de Leiningen-Heidesheim.
- Maximilià Enric (1666-1668).
- Lluïsa (1668-1669).
- Frederica Elisabet (1669-1730), casada amb Joan Jordi de Saxònia-Weissenfels.
- Ernest Gustau (1672-1672).